# قورجي
القورچي (بالفارسية: قورچی) هم الحرس الملكي الخاص بمُلُوك الدولة الصفوية، وقد عُرف قائد القورچيين باسم «قورچی باشي» التي تعني رئيس القورچيين.